# Raimundo Matos
Raimundo Gomes de Matos (Fortaleza, 30 de março de 1951) é um médico e político brasileiro, atualmente sem filiação partidária. É ex-deputado federal pelo Ceará. Foi vice-prefeito de Maranguape (1983 - 1989) e prefeito (1989 - 1993).

## Biografia
Raimundo Gomes de Matos é filho de Pedro Gomes de Matos Júnior e Salaberga Torquato Gomes de Matos. É pai de Pedro Matos, vereador de Fortaleza.
Desde 1968 participou de vários cursos na área de educação pelo Ministério da Educação e Cultura (MEC), e em 1973 licenciou-se em ciências e matemática pela Universidade Federal de Pernambuco (UFPE). Nesse mesmo ano ocupou o cargo de professor de biologia no Colégio Estadual Anchieta e na Escola São José em Fortaleza.
Em 1976 entrou para o curso de medicina na Universidade Federal do Ceará (UFC), concluindo-o em 1982. Deixando o magistério, assumiu a coordenação do Programa de Assistência (Proais), da Secretaria Municipal de Saúde de Maranguape. Em novembro desse mesmo ano, elegeu-se vice-prefeito de Maranguape (CE) pelo Partido Democrático Social (PDS). Ao longo do exercício do cargo, que se estendeu até 1988, foi também clínico geral do Sistema Único de Saúde de Maranguape pela Secretaria de Saúde do Estado do Ceará e membro da Comissão Interinstitucional Municipal de Saúde de Maranguape. Ainda em 1987, iniciou curso de especialização em administração dos serviços da saúde (saúde pública e administração hospitalar) pela Universidade de Ribeirão Preto (SP).
Em novembro de 1988, elegeu-se prefeito de Maranguape, agora pelo Partido da Frente Liberal (PFL), iniciando seu mandato em março de 1989, quando se filiou ao Partido da Social Democracia Brasileira (PSDB), assumindo a presidência do diretório municipal deste partido. Durante este período foi presidente da 77ª Junta de Serviço Militar da 25ª CSM, 10ª Região Militar, e membro do conselho estadual de saúde como representante da Associação de Prefeitos do Ceará (Aprece), cargos que ocupou até 1992, quando deixou a prefeitura.
Membro da Comissão Estadual de Farmácia e Terapêutica, no período entre 1992 e 1994, dirigiu, nesse mesmo período, o 1º Departamento Regional de Saúde e o Departamento de Informática da Secretaria de Saúde do Estado do Ceará.
Em outubro de 1994, candidatou-se a uma vaga na Câmara dos Deputados pelo PSDB, obtendo apenas uma suplência. Entre 1995 e 1996, foi chefe de gabinete da Secretaria de Saúde do Ceará, membro do Conselho Técnico da Fundação da Ação Social do Estado do Ceará, membro do Conselho Estadual do Meio Ambiente, membro do Conselho Deliberativo da Sociedade Cearense Eunice Weaver e membro do Conselho Estadual de Assistência Social, durante o governo de Tasso Jereissati (1995-1999).
Em 2 de janeiro de 1997 assumiu uma vaga na Câmara dos Deputados, no lugar do deputado Zé Gerardo, que renunciara ao mandato por ter sido empossado na prefeitura de Caucaia (CE).
No pleito de outubro de 1998, concorreu a uma vaga na Câmara dos Deputados pela legenda do PSDB, agora em coligação com o Partido Popular Socialista (PPS) e o Partido Social Democrático (PSD). Eleito, iniciou novo mandato em janeiro de 1999.
Nas eleições de 2002, foi reeleito deputado federal pelo PSDB, mas antes mesmo de iniciar a nova legislatura, licenciou-se, em janeiro de 2003, para exercer, a convite do governador do estado do Ceará, Lúcio Alcântara (PSDB), o cargo de Secretário de Estado de Ação Social.
Raimundo Gomes permaneceu no Executivo cearense até março de 2006, retornando à Câmara. Em outubro deste ano obteve mais um mandato como representante de seu estado em Brasília, iniciando-o em fevereiro seguinte.
Integrou a Comissão Mista de Planos, Orçamentos Públicos e Fiscalização do Congresso Nacional e também a Comissão Permanente de Seguridade Social e Família. No âmbito desta, foi autor do Projeto de Lei 2.035/2007, que propôs a proibição dos “fumódromos”, áreas fechadas destinadas ao fumo em ambientes coletivos. Ainda em 2007, seguiu a orientação partidária, tendo sido o único deputado do Ceará a se posicionar contrariamente à prorrogação da cobrança da Contribuição Provisória sobre Movimentação Financeira (CPMF) até 2011, que,  embora aprovada na Câmara, foi posteriormente rejeitada pelo Senado Federal. 
Membro da Frente Parlamentar em Defesa da Assistência Social e também da Frente Parlamentar em Defesa dos Agentes Comunitários de Saúde, em 2009 teve aprovada a Proposta de Emenda à Constituição 391/09, de sua autoria, que instituiu a definição, por lei, de piso salarial nacional e plano de carreira para a categoria.
Concorreu a um novo mandato nas eleições de Outubro de 2010, quando recebeu 86 mil votos, tendo sido empossado em seu quinto em Fevereiro seguinte. Na nova legislatura, passou a integrar a Comissão Permanente de Agricultura, Pecuária, Abastecimento e Desenvolvimento Rural (CAPADR), da qual inclusive foi presidente no ano seguinte. 
Foi eleito deputado federal em 2014, para a 55.ª legislatura (2015-2019), pelo PSDB. Votou a favor do Processo de impeachment de Dilma Rousseff. Posteriormente, votou a favor da PEC do Teto dos Gastos Públicos e da Reforma Trabalhista.  Em agosto de 2017, se ausentou na votação do processo em que se pedia abertura de investigação do então Presidente Michel Temer, ajudando a arquivar a denúncia do Ministério Público Federal.
Nas eleições de 2018, foi novamente candidato a deputado federal pelo PSDB, mas não conseguiu ser reeleito. Conquistou a segunda suplência do deputado Roberto Pessoa, ficando atrás de Danilo Forte.
Em 2022, deixou o PSDB e se filiou ao PL. Nas eleições do mesmo ano, foi candidato a vice-governador na chapa de Capitão Wagner (UNIÃO), porém a chapa foi derrotada ainda no 1° turno. Wagner obteve 1.649.213 votos (equivalente a 31,72% dos votos válidos).

## Carreira política

### Vice-prefeito de Maranguape (1983–1989)
Em 1982, foi eleito vice-prefeito de Maranguape.

### Prefeito de Maranguape (1989–1993)
Em 1988, foi eleito prefeito de Maranguape.

### Eleições de 1994
Em 1994, candidatou-se a deputado federal, obtendo sua suplência e assumindo o mandato em janeiro de 1997. Apoiou Fernando Henrique Cardoso e Tasso Jereissati.

### Deputado federal (1997–2018)
- Em 2 de janeiro de 1997, assumiu o mandato de deputado federal.
- Em 1998, foi reeleito deputado federal. Apoiou Fernando Henrique Cardoso e Tasso Jereissati.
- Em 2002, foi reeleito deputado federal. Apoiou José Serra e Lúcio Alcântara.
- Em 2006, foi reeleito deputado federal. Apoiou Geraldo Alckmin e Lúcio Alcântara.
- Em 2010, foi reeleito deputado federal. Apoiou José Serra e Marcos Cals.
- Em 2014, foi reeleito deputado federal. Apoiou Aécio Neves e Eunício Oliveira.
- Em 17 de abril de 2016, votou a favor do processo de impeachment da presidente Dilma Rousseff.
- Em 2018, não foi eleito, ficou como 2° suplente de Roberto Pessoa, único deputado eleito por seu partido. Apoiou Geraldo Alckmin e General Theophilo

### Eleições de 2022
Em 5 de agosto de 2022, foi oficializado como candidato a vice-governador do Ceará na chapa de Capitão Wagner (UNIÃO) pelo PL, mas não foi eleito, com a chapa ficando em 2° lugar.